# Цар: Тежестта на короната
Цар: Тежестта на короната е компютърна игра в жанра стратегия в реално време и ролева игра. Създадена е от българската фирма „Haemimont Games“. Премиерата ѝ е на 30 септември 1999 г. Сочи се като първата професионално направена българска компютърна игра. Разпространява се сравнително успешно, включително и извън територията на България. Преведена е на английски, френски, немски, италиански, испански, руски, полски и др. Английското и наименование е Tzar: The Burden of the Crown. В Русия е известна под името „С огън и меч“ („Огнем и мечом“).

## Създатели
- Дизайнер на играта: Веселин Ханджиев
- Главен художник: Росен Манчев
- Главен програмист: Панайот Яназов
- Програмисти: Михаил Пейков, Александър Александров, Юлиян Манолов, Олег Златарски, Веселин Ханджиев
- Програмист на редактора за карти и кампании: Красимир Туевски
- Кампания и карти: Светослав Александров
- Музика: Кирил Петрушев, Димитър Събев

## Разпространение
В България се е разпространявала на CD дискове чрез будките, хранителните магазини и мобилните оператори (като Mobiltel (A1)), като играта я издава PAN Interactive. В Испания и Италия се е разпространявала от FX Interactive, в САЩ от Take-Two Interactive след придобиването на TalonSoft, в Русия от 1C Company. През 16 юли 2013 г. дигиталното копие на играта е пуснато в GOG.com и на 6 юни 2019 г. в платформата Steam.

## Въведение
Винаги е имало зло. И то неуморно се опитвало да завладее света на хората. Невидимо и коварно, то отравяло сърцата на хората, превръщайки смелите В страхливци и справедливите в тирани. През една от последните Войни, продължила стотици години, нечовешкото почти победило. Когато всичко изглеждало загубено, се родил велик магьосник. С помощта на огромната му сила и с цената на безброй загубени животи, хората успели да спасят света си. Но Великият магьосник бил вече стар, и дните му били преброени. Той Вложил цялата си останала сила в изработването на кристално кълбо, и завещал на царете на Кеанор да го пазят, защото с негова помощ те можели да държат злото извън човешкия свят. Изминали хилядолетия, и се родил друг голям магьосник – със сърце, черно като нощта. Той откраднал кълбото от замъка Кеанор с надеждата, че ще може да го използва, за да завладее света. Магьосниците на царя били безсилни да върнат Кълбото, но успели да прокълнат злия магьосник. Той щял да се вкамени на мига, когато се опита да използва силата на кълбото. Никой не разбрал нищо повече за магьосника или за кълбото. Нямало вече Какво са прегражда пътя на злото към света. Мнозина загубили живота си в напразно търсене на кълбото – не само хора. Самият Господар на Злото изпратил месиите си да му го донесат. Започнали войни, всяка по-страшна от предишната. Не след дълго светът бил завладян от тирани и владетели без чест – със сърца и умове, верни на злото. След години на разрушителни Войни, страната Кеана била покорена от армиите на Борг – най-жестокия владетел, живял някога. В една от последните битки – за замъка Кеанор – паднал самият цар Роан. Той обаче имал невръстен син. Последният царски магьосник – старият Гайрон – успял да измъкне наследника от развалините на Кеанор. След многодневно пътуване Грон стигнал до усамотено селце. Оставил малкия Сартор на прага на къщата на един беден селянин... и си тръгнал. Сартор е отгледан от селяни, трябва да оглави борбата срещу силите на злото. Ще му помагат магьосникът Гайрон, остатъците от почетната гвардия на цар Роан и селяните.

## Особености
„Цар“ е замислена като стратегия в реално време. Действието се развива през ранните години на средновековието в приказен свят. Играчът може да управлява царството си, да използва ресурси и да воюва с други владетели – накратко, ше може да създаде истинска средновековна империя. Играта съдържа общо 50 единици, 60 сгради и 80 технологии и ви позволява да играете с царство от една от трите налични раси - европейска, арабска и азиатска. Тези раси се различават по единици, сгради и технологии, което позволява да развивате различни стратегии според расата и момента на играта.
От особено значение за напредъка в играта са правилното добиване и разпределение на ресурсите и управление на царството, както и наличие на много селяни и обучена войска. Ресурсите в играта са четири вида: храна, дърво, камък и злато. В симулацицонната част на играта са включени елементи на търговия и дипломация и съществува възможност за контрол на метеорологичното време. Притежава елементи на жанра ролева игра (RPG).

### Начини на игра
Съществуват 2 начина за игра, Самостоятелна игра срещу компютър или срещу играчи в Мрежата. И при двата начина има 8 места за компютър/играч, разполагате с възможности да определяте условие за победа, режим на игра, терен на картата, отбори, цветове на играчите и количеството на ресурсите. Също игрите могат да се записват и демонстрират.
Самостоятелна игра
В „Самостоятелна игра“ вие можете да играете кампаниите или срещу компютъра, който имитира играч, като можете да му приложите 18 възможности за развиване на стратегии. Поддържат се три степени на сложност: лека, средна и тежка. Може да играете както случайна, така и готова карта.
Мрежа
„Мрежата“ позволява игра между играчи, чрез TCP/IP глобална и локална мрежа. Възможни са и използването на допълнителни приложения като Gameranger и VPN за установяване на връзка. Играчи с различни версии на играта не могат да се свържат по между си.
Демонстрация
След всяка игра автоматично се запазва запис, съхраняващ се във файл на име tzar.wdm, който показва протичането на игра, като може записа да се ускорява и забява. Това е добра възможност за коментиране на протичането на игрите. Наличието на компютър в играта прави демонстрацията различна за всяко устройство.

### Настройки
Играчът може да избира между няколко вида разположения на менютата, което да улесни неговата игра. Също може да изключи звука от природата и единиците и да превключва музиката на играта между MIDI и SD.

### Допълнения към играта
Към играта са прибавени:
- Ръководство, което показва как се играе в .pdf формат.[1]
- Редактор за карти, с който могат да се създават и редактират карти с опции за променяне на терена, поставяне на обекти, добавяне правила и вмъкване на .bmp, .wav, и .midi файлове.
- Редактор на кампании, където от готова карта се създава сюжета на кампанията.

## Кампании
Поради успеха на играта бяха създадени нови издания със свои кампании, предимно за местните пазари. Те са във файлов формат .wcm.
- Цар: Тежестта на короната - Основният сюжет се върти около фантастичното кралство Киана, което след няколко години война е завладяно от Борг, който убива стария крал Роан. Синът му принц Сартор, заедно с копиеносеца Вулин и магьосника Гайрон, трябва да се бият, за да си върнат трона и да прогонят злото. Кампанията се състои от 18 мисии, като трудността нараства след всяка мисия. Това е кампанията в първото издание на играта за международния пазар.[2]

- Цар: Ел Сид и Реконкистата - Действието се развива в средновековна Испания. Арабските народи напълно нахлули на полуострова, като по този начин свалиха присъстващите иберийски народи. Няколко града в Астурия се съпротивляват на нашественика и Реконкистата започва. Кампанията се състои от 8 мисии, разпространена за испанския пазар.
- Цар: Екскалибур и крал Артур - Публикувана през 2002 г. като промоция с вестник El Mundo, с 8 мисии, развиващи се в Камелот[3], разпространена за испанския пазар.
- Цар: Златно издание - Той обединява всички предишни кампании, добавяйки нова кампания с 2 мисии[4], разпространена за испанския пазар.

- Цар: Домените на магията - Публикуван през 2003 г., той представлява промяна в начина, по който се играе Цар, поставяйки повече внимание върху ролевата част от играта. Действието се развива в магическия свят на Аркания, където контролирате младата магьосница Албина, която, след като губи баща си (велик магьосник) в ръцете на други вещици, решава да възстанови целия ред в магическия свят и да отмъсти за несправедливата му смърт. Кампанията се състои от 8 мисии, разпространена за испанския пазар.

- Цар: Антология - Последното издание на Цар, направено от FX Interactive. За първи път на DVD, този компактен диск обединява всички гореспоменати кампании, разпространена за испанския пазар.

## Качества и недостатъци
Обикновено играта е обвинявана в подражателство спрямо Warcraft и Age of Empires II, както и в недотам качествена графика. На това почитателите ѝ отвръщат, че „Цар“ притежава оригинален замисъл, а визията ѝ не отстъпва на споменатите игри. Особено ценени са възможностите на играта за проява на стратегическо мислене, заради което могат да ѝ бъдат простени немалкото бъгове.

## Системни изисквания
- Операционна система: Windows 95 / 98 / NT4.0 / 2000 / XP / 7
- Процесор: Pentium 200 MHz
- Оперативна памет: 32 MB
- Свободно пространство на твърдия диск: 202 MB
- Видеопамет: 1MB

## Цар онлайн (Tzared)
Tzared e базирана на Цар и е изцяло онлайн, разработена от Nehhon и е напълно безплатна.Може да се играе в браузър и има отделно приложение което е само за компютри (Windows, GNU/Linux и MacOS). Съвместима е частично за мобилни устройства и е оптимизирана с WebGL1/2 и WebGPU. Намира се на адрес https://tzar.online/, https://tza.red/ и https://www.crazygames.com/game/tzared. 